# 멜라니 메이론

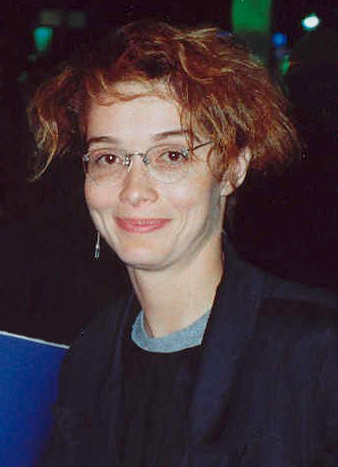

멜러니 메이론(Melanie Mayron, 1952년 10월 20일 ~ )는 미국의 배우, 감독, 영화 제작자, 각본가, 작가이다.
필라델피아에서 태어났다.

## 작품 목록

### 영화 연출
- 슬랩 허, 쉬즈 프렌치 (2002, Slap Her... She's French)
- 베이비시터 클럽 (1995)
- 퀸카로 살아남는 법 2 (2011)
- 스냅샷 (2018, Snapshots)

### 영화 출연
- 해리와 톤토 (1974)
- Gable and Lombard (1976)
- 그레이트 스모키 로드블럭 (1977, The Great Smokey Roadblock)
- 그대는 내 인생의 빛 (1977, You Light Up My Life)
- 걸프렌즈 (1978)
- 죽음의 연주 (1980, Playing for Time)
- 하트비프 (1981, Heartbeeps)
- 의문의 실종 (1982) - 테리 사이먼 역
- 잊혀진 영웅 와렌버그 (1985, Wallenberg: A Hero's Story)
- 주말의 유혹 (1986, The Boss' Wife)
- 스틱키 핑거스 (1988, Sticky Fingers)
- 천사의 키스 (1989, Checking Out)
- 나의 푸른 하늘 (1990)
- 고공침투 (1994)
- 이티비티티티 위원회 (2007, Itty Bitty Titty Committee)
- 브레이킹 더 걸 (2012, Breaking the Girls) - 애니 역

### 텔레비전 연출
- 인 트리트먼트 (2008)
- 그릭 (2008-09)
- 체인지 디바 (2009-10)
- BH90210 (2019)